# 不二流体術

不二流体術（ふじりゅうたいじゅつ）初代宗家は古賀不二人。

## 概略
古賀不二人は親和体道・開祖の井上方軒(井上鑑昭）の元で修業し、親和会・代表となり親和体道を指導する。
　
不二流体術を昭和30年3月6日に創始。東京・目黒において道場を設立。昭和43年12月末日に東京道場閉鎖。
昭和44年5月、佐賀道場開設。
古賀不二人は平成3年11月23日第二代宗家・田中光四郎に宗家を託し名誉顧問となる。平成9年11月23日永眠。
田中光四郎は平成19年5月15日第三代宗家・大嶋竜太郎に宗家を託し名誉顧問となる。
また、水谷浩樹が顧問となる。
平成19年11月23日、宗家継承式典を福岡県護国神社にておこなう。
平成20年・第二代宗家・田中光四郎は新流派を立ち上げる。平成24年5月、除籍。

## 流祖
- 流祖・　　　井上方軒。
- 初代宗家・　古賀不二人。
- 第二代宗家・田中光四郎。（除籍）
- 第三代宗家・大嶋竜太郎。

## 歴代　代表幹事
- 初代　　奈良彰久　師範（現・特別顧問）
- 二代　　加賀沢実　師範（退会）
- 三代　　大嶋竜太郎（現・第三代宗家）

## 道場
宗家直轄道場
- 総本部道場：初心者教室

福岡市博多区上牟田1丁目8-22
- 不二流体術東京本部道場

（日本武道館、歌舞伎町永谷ビル）
不二流体術　宗家直轄　
川口道場（埼玉県）
埼玉県川口市西青木2－40－20－1階
支部道場
- 群馬県支部（久保村道場）

　〒371-0031
群馬県前橋市平和町2-13-24 
前橋市立第三中学校柔道場
支部道場
- 愛知県支部道場

　愛知県名古屋市南区
西又兵ヱ町2丁目57番地・西又公民館
不二流体術　和歌山県支部道場
和歌山県新宮市木ノ川42
木ノ川会館
不二流体術　
埼玉県・志木道場
埼玉県志木市柏町3-6-19
志木市武道館
同好会
- 山口周南同好会

山口県下松市生野屋南1―11―1・
下松市地域交流 センター多目的ルーム
不二流体術　福島県・いわき同好会
福島県いわき市常盤湯本町上浅貝５－１
いわきサンアビリティーズ
不二流体術　
東京・八王子同好会
東京都八王子市宮下町780　2階
不二流体術　愛媛県・松山同好会
①愛媛県松山市市坪西町551番地
愛媛県武道館
②愛媛県松山市湊町7丁目5番地
松山市コミュニティセンター